# ミロスラフ・メチージュ
ミロスラフ・メチージュ（Miloslav Mečíř, 1964年5月19日 - ）は、チェコスロバキア、ボイニツェ(現スロバキア領)出身の元男子プロテニス選手。1988年のソウル五輪で男子シングルスの金メダルを獲得した。1986年の全米オープンと1989年の全豪オープンで、4大大会に2度の準優勝がある。どちらも決勝戦でイワン・レンドルに敗れた。自己最高ランキングはシングルス4位、ダブルス4位。ATPツアーでソウル五輪金メダルを含むシングルス11勝、ダブルス9勝を挙げた。身長190cm、体重81kg、右利き。

## 選手経歴
メチージュは基本的にグラウンド・ストローカーであり、ガットを極めて緩く張ったラケットで柔らかく技巧的なショットを得意とした。長身にもかかわらず、俊敏なネットプレーを見せたことから「ビッグ・キャット」（Big Cat）というニックネームで呼ばれた。
1986年全米オープンと1989年全豪オープンの決勝で敗れたイワン・レンドルとメチージュの対戦成績は、レンドルの「5勝1敗」である。メチージュがレンドルに勝った唯一のカードは、1987年3月の「リプトン国際選手権」決勝戦であった。他の4大大会でも、メチージュは1987年全仏オープンと1988年ウィンブルドンでベスト4に入り、全体的に安定した成績を残している。
オリンピックにおけるテニス競技は、1928年のアムステルダム五輪以後、プロ選手の登場により除外されていた。しかし1988年のソウル五輪でプロテニス選手の出場が認められ、64年ぶりにオリンピック競技としてのテニスが復活する。オリンピックはアマチュアの祭典である、という基本理念を覆す決定がなされたため、当時は大きな波紋を呼んだ出来事だった。その記念すべき大会で、メチージュは準決勝でスウェーデン代表のステファン・エドベリに勝ち、決勝戦ではアメリカ代表のティム・メイヨットを 3-6, 6-2, 6-4, 6-2 で破って、復活金メダルの第1号選手となった。
メチージュは現役生活の間、「スウェーデン・キラー」と呼ばれていた。エドベリには前述のソウル五輪準決勝のほか、1986年のウィンブルドン3回戦で勝ったこともある。マッツ・ビランデルとの対戦成績はメチージュの「7勝4敗」であり、とりわけ1988年のウィンブルドン準々決勝では（この年に4大大会年間3冠を獲得した）ビランデルの年間グランドスラムを阻止する勝利を挙げている。1986年全米オープンの4回戦でもメチージュが勝った。
1990年のウィンブルドン4回戦でステファン・エドベリに敗れた試合を最後に、メチージュは背中の故障のため26歳で現役を退いた。1993年にチェコスロバキアが連邦解体して「チェコ共和国」と「スロバキア共和国」が独立国家となり、デビスカップで「スロバキア」チームが1994年に発足した。メチージュはチーム発足から現在に至るまで、ずっとスロバキア・チームの監督を務めている。息子であるミロスラフ・メチージュ・ジュニアもプロテニス選手になった。